# Coglais

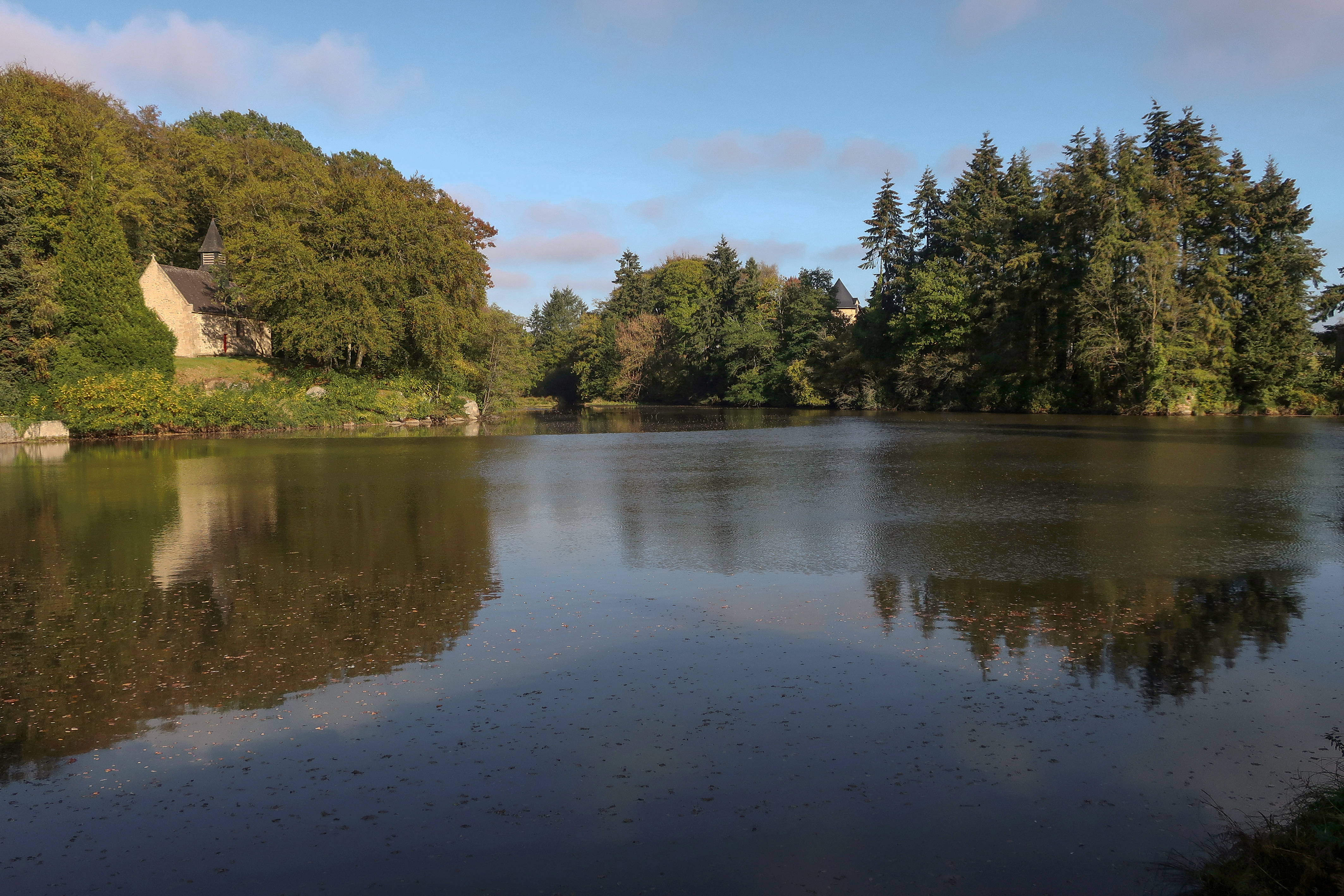
L'étang de Marigny, dans le Coglais

Le Coglais est un ancien pays du nord-est de l'Ille-et-Vilaine et de la Bretagne. Il appartient au pays historique breton de Coglès-et-Louvigné, ancien doyenné qui fut intégré au doyenné de Fougères dans le pays de Rennais.

## Description
Centré autour du bourg de Coglès où se trouvait le château féodal, le pagus du Coglais couvrait les territoires des paroisses du Châtelier, de Coglès, du Ferré, de Montours, de Parigné, de Poilley, de Saint-Brice-en-Coglès, de Saint-Étienne-en-Coglès, de Saint-Germain-en-Coglès et de La Selle-en-Coglès ainsi qu'une partie de celles de Baillé, de Saint-Marc-le-Blanc, du Tiercent et de Villamée. De nos jours cela correspond aux 11 communes du  canton de Saint-Brice-en-Coglès et à une partie du canton de Louvigné-du-Désert. La communauté de communes du Coglais, regroupant les 11 communes du  canton de Saint-Brice-en-Coglès, ne recouvre donc pas entièrement le territoire historique.

## Toponymie
Hypothèses avancées[style à revoir] :
1) Noté sous la forme Coguelesio (ablatif) en 1070, nom tiré du latin cucullus (signifiant capuchon) issu de la racine indo-européenne kok/kuk. Son ancienne graphie était Coglès que l'on retrouve dans le nom de plusieurs communes : Coglès, Saint-Brice-en-Coglès, Saint-Étienne-en-Coglès, Saint-Germain-en-Coglès et La Selle-en-Coglès.
2) Philippe Jouët a commenté ainsi le toponyme :
"Formes écrites anciennes : De Cogles 1158 ; Coglarum 1170 ; Cogles 1283
La forme orale /koglès/ modelée sur l'écrit officiel ne peut être prise pour point de départ. Des pseudo-latinisations ont brouillé l'étymon.
La forme parlée romane est /koλ/ (kolh). Exempte de réfection, elle doit être tenue pour la forme sincère. 
Étymologie : Pas de rapport avec le breton gougleiz "nord".
/koλ/ est issu du gallo-romain, représentant un diminutif latin *codiculiae- (au pluriel) à partir de cauda "queue > bande boisée", diminutifs caudila, caudula ; ou bien de codex, -icis, "souche, tronc d'arbre" (classique codicalis "qui a rapport aux troncs d'arbres"). [Toponyme rural du type La Queue(-en-Brie).]
On pose l'évolution :
*/'kodikulje/ > 'koδegəljə > 'koeγlj > 'koλ/
ou, avec chute plus précoce de la syllabe posttonique interne :
*/'kodikulje > 'kogəljə > 'koγəlj > 'kohlj > 'koλ/
La désinence administrative conventionnelle -ensis a été ajoutée au stade Cogel, d'où la forme de scribe Coglès. La graphie -gl- rendait le /λ/."

## Histoire
L'origine du Coglais pourrait remonter à l'époque gallo-romaine avec la constitution d'un pagus au sein de la cité des Redones (Riedones). Les défrichements ont joué un rôle dans la constitution de ce territoire. En 1204, il fut donné par Geoffroy de Fougères à son grand-oncle et tuteur Guillaume l'Angevin.[réf. nécessaire]

## Langue
Autrefois, il existait un parler coglais, appartenant à l'ensemble des dialectes du gallo. Une ancienne croyance locale lui prêtait des influences de l'italien. Elle vient d'un étymologiste amateur qui crut au XIXe siècle y avoir détecté des mots proches de la langue italienne et qu'il attribua de manière fantaisiste à une tribu d'Italie, les Cogliori, qui serait venue avec les troupes de Jules César.

## Gastronomie
Le pommé, recette à base de pommes, est une autre spécialité du coin.